# Нотомб, Амели
Баронесса Амели́ Ното́мб (фр. Amélie Nothomb), урождённая Фабье́нн-Клер Ното́мб (Fabienne-Claire Nothomb; род. 9 июля 1966 года, Эттербек) — бельгийская франкоязычная писательница.

## Биография
Амели Нотомб родилась в 1966 году в Эттербеке, Бельгия, в семье барона Патрика Нотомба (1936—2020). Её отец был дипломатом, в связи с чем Амели в детстве жила в различных странах — Китае, США, Лаосе, Бирме, Японии и Бангладеш. Этот отрезок её жизни оставил значительный отпечаток в творчестве писательницы. Старшая сестра Амели Джульетта также стала писательницей.
По возвращении в Бельгию восемнадцатилетняя Нотомб поступила на отделение романских языков Брюссельского франкоязычного свободного университета. Пять лет спустя, получив степень агреже, Амели уехала работать по специальности в Токио, но быстро поняла, что эта деятельность — совсем не то, о чём она мечтала. Этот опыт запечатлён в её знаменитом романе «Страх и трепет», удостоенном Большой премии Французской академии. В настоящий момент Амели Нотомб проводит большую часть времени в Париже, иногда навещая свои брюссельские апартаменты.
17 июля 2015 король Филипп пожаловал писательнице баронский титул, принадлежащий её отцу. По словам Амели Нотомб: «Хотя и дочь аристократа, я не имела титула. Я могла бы его получить, только выйдя замуж, но это даже не обсуждается. Вообразите, однако, что я аноблирована уже три недели. Мой отец был этим обманут: вот отныне я баронесса Нотомб… по-прежнему одинокая».
В честь Амели Нотомб назван астероид (227641) Нотомб. Её произведения изучаются школьниками на уроках литературы во Франции, Бельгии и Квебеке.
3 ноября 2021 года удостоена премии Ренодо за роман «Первая кровь» (Premier sang).

## Общественная деятельность
Входит в состав руководства CRAC — ассоциации по борьбе с корридой. Сочувствует Les Chiennes de garde — феминистской организации, в которой, однако, сама не состоит. Выступала категорически против публикации мемуаров ультраправого политика Жана-Мари Ле Пена во Франции, грозила издательству Albin Michel разорвать контракт, если оно возьмётся за публикацию этой книги.